# NGC 4187
NGC 4187 (другие обозначения — NGC 4187A, UGC 7229, MCG 9-20-117, ZWG 269.42, PGC 39004) — эллиптическая галактика (E) в созвездии Гончих Псов. Открыта Уильямом Гершелем в 1789 году.
Галактика содержит радиоисточник J1213+5044. Он имеет компактное ядро, обладает двусторонне-симметричной структурой, в нём наблюдается джет масштабом в парсеки, ориентированный в направлении запад-восток. Возможно, что спектр этого источника переменный, поскольку разные наблюдения показывали, что он имеет либо плоский спектр, либо крутой спад потока с частотой.
Этот объект входит в число перечисленных в оригинальной редакции «Нового общего каталога».